# Federação Sanmarinense de Voleibol
A Federação Sanmarinense de Voleibol  (em italiano:Federazione Sammarinese di Pallavolo FSPAV) é  uma organização fundada em 1987 que governa a pratica de voleibol em São Marino, sendo membro da Federação Internacional de Voleibol e da Confederação Européia de Voleibol, a entidade é responsável por  organizar  os campeonatos nacionais de  voleibol masculino e feminino no país.